# ESPN Films
A ESPN Films, anteriormente conhecida como ESPN Original Entertainment (EOE), é uma produtora americana que produz e distribui filmes e documentários esportivos. É propriedade da ESPN Inc., uma joint venture entre a The Walt Disney Company (que detém o controle de 80%) e a Hearst Communications (que detém os 20% restantes).
Criada em março de 2008, a ESPN Films produz filmes que cobrem histórias relacionadas ao esporte. Os projetos da subsidiária incluem 30 for 30 (e suas ramificações 30 for 30: Soccer Stories e a série digital 30 for 30 Shorts), a aclamada série Nine for IX e SEC Storied.

## História
A ESPN Films traça sua história até 2001, quando a ESPN Inc. formou a ESPN Original Entertainment, uma divisão de programação que produziu vários talk shows, séries, documentários e filmes feitos para a TV que foram ao ar na ESPN e suas redes relacionadas. A subsidiária encerrou as operações por vários meses a partir de 2007. O logotipo da empresa não apareceu como um cartão de visita em nenhum programa da ESPN, com exceção do talk show diário Jim Rome is Burning.

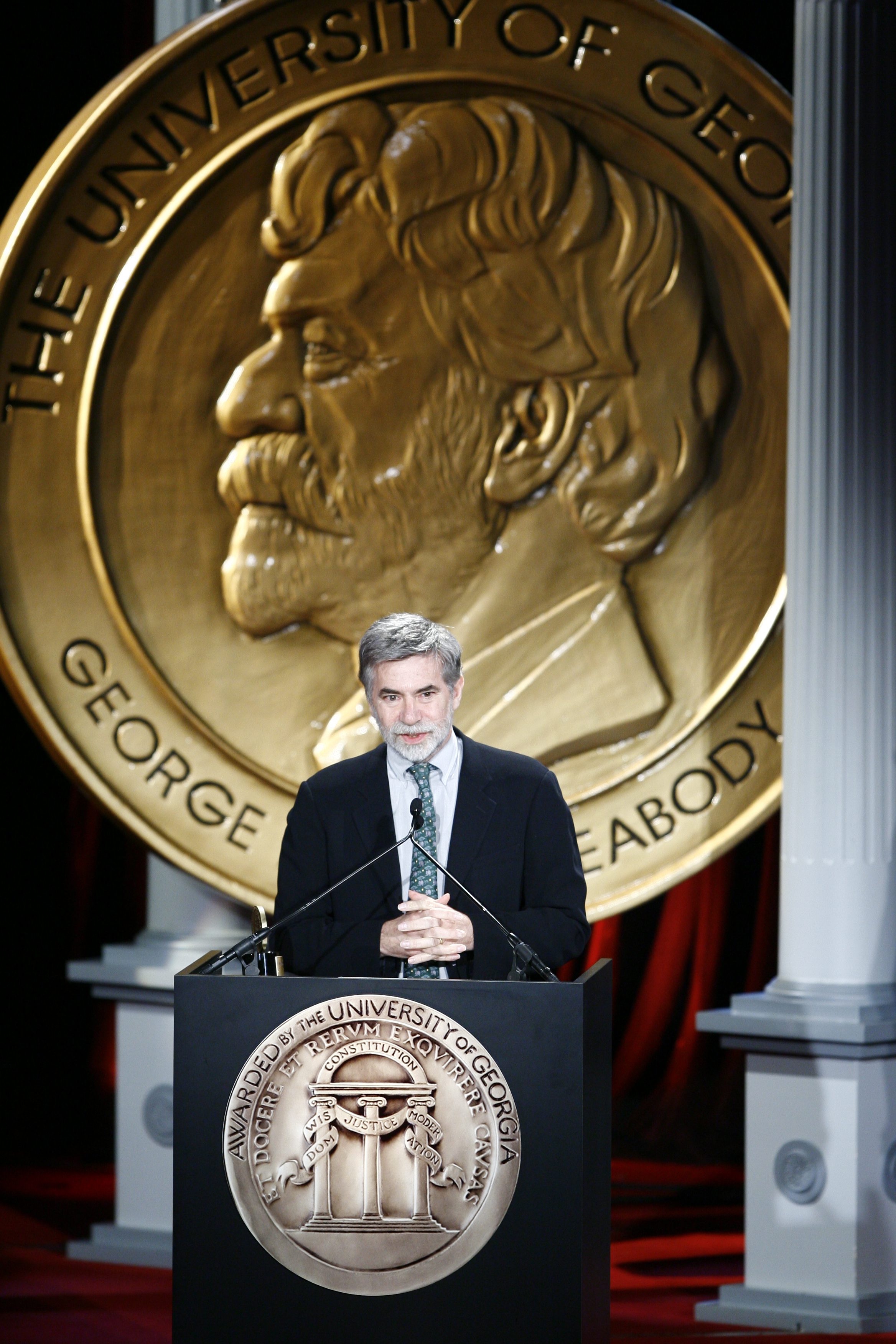
Dan Klores no 68º Prêmio Anual Peabody por Black Magic

Em 3 de março de 2008, a ESPN anunciou que iria relançar a unidade como ESPN Films. Sob a reestruturação, a ESPN Films começou a produzir projetos para lançamento nos cinemas, além da televisão; a controladora corporativa majoritária The Walt Disney Company detém o direito de preferência em todos os projetos. Além disso, a ESPN anunciou uma nova aliança com a Creative Artists Agency, que entre seus diversos clientes, representa atletas como LeBron James, David Beckham e Peyton Manning.
A primeira produção sob a bandeira da ESPN Films foi Black Magic, um documentário de quatro horas que estreou na ESPN sem interrupção comercial por duas noites consecutivas a partir de 16 de março de 2008. O filme, que ganhou o prêmio Peabody em 2009, sobre a história do basquete jogado em faculdades e universidades historicamente negras. O primeiro filme teatral da empresa foi X Games 3D: The Movie, lançado em 21 de agosto de 2009.
Em 6 de outubro de 2009, a ESPN estreou 30 for 30, uma série de 30 horas produzida pela ESPN Films que estreou em comemoração ao 30º aniversário do lançamento da rede a cabo. Entre os participantes do projeto estão Spike Lee, Richard Linklater, Barry Levinson e Mike Tollin. A série, que ganhou os prêmios Peabody e Producer's Guild e foi indicada ao Emmy, apresentou reflexões inteligentes e inovadoras sobre as três décadas anteriores nos esportes, contadas por meio de uma gama diversificada de fãs de esportes e comentaristas sociais. A reação positiva de críticos e telespectadores levou a um spin-off 30 for 30: Volume II. A ESPN conquistou seu primeiro Oscar quando OJ: Made in America ganhou na categoria de Melhor Documentário no Oscar de 2017.